# Susan Atkinsová
Susan Atkinsová (nepřechýleně Susan Atkins; 7. května 1948, San Gabriel – 24. září 2009, Chowchilla) byla americká vražedkyně. Narodila se jako druhé ze tří dětí v rodině v kalifornském městě San Gabriel. V roce 1967 poprvé potkala Charlese Mansona a brzy se stala součástí jeho Rodiny. Manson ji spolu s Bobbym Beausoleilem a Mary Brunner dne 25. července 1969 zavezl do domu Garyho Hinmana za účelem vymáhání peněz. Když je odmítl vydat, v domě se ukázal samotný Manson a zabil jej. Atkins se později účastnila také události, při níž byla zavražděna herečka Sharon Tate a další lidé. Atkins byla později odsouzena k trestu smrti. Do cely smrti byla přivezena 23. dubna 1971. Následujícího roku byl její trest zmírněn na doživotí (v Kalifornii byl zrušen trest smrti). Roku 1977 vydala autobiografickou knihu s názvem Child of Satan, Child of God. Ve vězení se dvakrát provdala. Jejím prvním manželem byl roku 1981 Donald Lee Laisure. Počínaje rokem 1987 byl jejím manželem James W. Whitehouse. Zemřela v nápravném zařízení ve městě Chowchilla ve věku 61 let. Delší dobu trpěla zdravotními potížemi a žádala o propuštění.